# Myoictis melas
Myoictis melas là một loài động vật có vú trong họ Dasyuridae, bộ Dasyuromorphia. Loài này được Müller mô tả năm 1840.